# サーク島
サーク島（英語: Sark）は、ヨーロッパのイギリス海峡にあるチャンネル諸島に位置し、イギリスの王室属領のガーンジー代官管轄区に属する島である。世界一小さい刑務所があり、収容できる人数は2人である。

## 概要
チャンネル諸島のガーンジー代官管轄区に属してるが、オルダニー島と同様、サーク島独自の法律や自治権を持っている。また、すぐ隣にブレッシュ島を擁している。チャンネル諸島はイギリスの王室属領 (Crown dependency) であり、外交・防衛についてはイギリスが責任を負うが、自らの憲法と法律を有していて、連合王国の法律が原則として適用されない。したがって、マン島と同様に連合王国には所属しない。

## 歴史
16世紀にエリザベス1世から島の統治権が領主に与えられ、当時の地主40人が議員となり、議会を独占する体制を確立する。以降約450年間もの間、封建制による自治を存続することになる。
1850年頃から、ボーモント家が領主を務めることになる。以降、約150年間にわたって同家による領主体制が続いた。
2000年、欧州人権裁判所が同島に対して封建制の廃止を要求した。地主達は、長年に渡って戦争などが無く平和であることを理由に抵抗した。しかしイギリス政府からも圧力が掛かり民主化を受け入れることになった。
2008年1月、地主らによる話し合いによって、それまで地主が独占していた議会を公選制による議会制（28議席）に変えることを決定。
2008年12月10日、サーク島で初の選挙が行われた。この結果に基づき全住民による自治が開始された。

## 政治

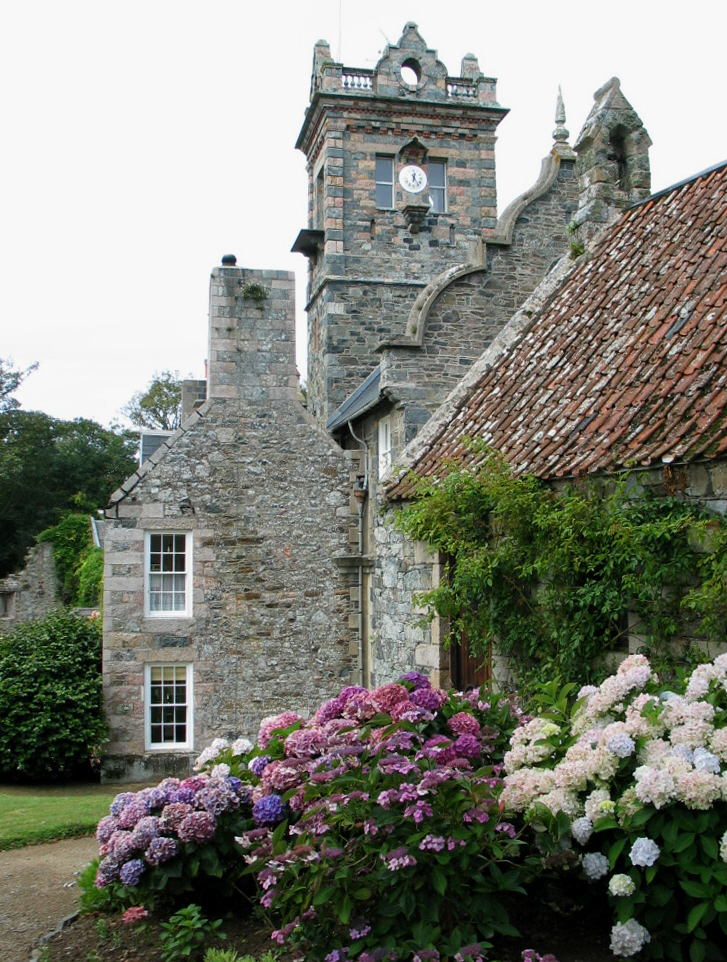
セニョルリーと呼ばれる領主の館。民主制移行後も領主一族が居住している。

2008年まで長い間封建制であったが、2008年12月から民主制に移行した。
2018年現在のサーク領主は第23代目のクリストファー・ボーモント。

## 地理
面積は約5.2km2で、周囲はおよそ65kmである。
西海岸の岬、海食柱、洞窟一帯の海域にGrantia compressaなどのカイメン、ウスマメホネナシサンゴ、Caryophyllia smithiiなどのサンゴ、ヒドロ虫、イソギンチャク、ホヤ、キタノシラタマを含む無脊椎動物が多く生息しており、2007年にラムサール条約登録地となった。ただし、外来種の外肛動物のWatersipora subtorquataの増加は生態系に対する脅威となっている。

## 人口
国勢調査によると、2023年時点で562人である。前回調査した1971年からは69人増加し、世帯数も99戸増加した。平均年齢は51.4歳で、同じチャンネル諸島にあるガーンジー島よりも高い。

## 交通

### 島内の交通

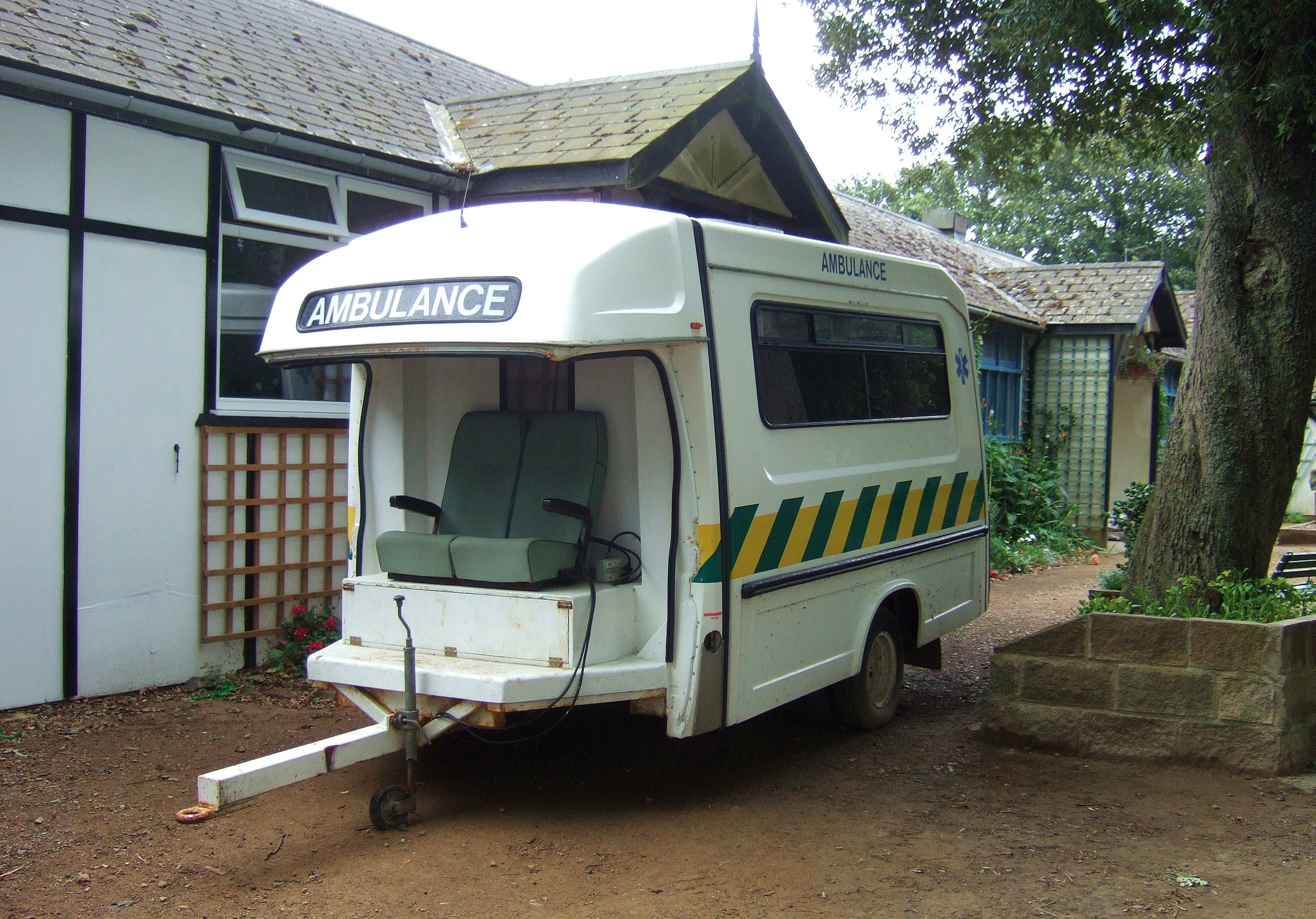
トラクター牽引型の救急車

自動車の使用が禁じられており、島民および観光客は馬車かトラクター、近年になって許可された自転車で移動する。そのため、バスや消防車、救急車もトラクターが牽引するものになっている。
舗装道路や街灯などは基本的には無く、観光名所となっている断崖絶壁の道だけ唯一コンクリートによって舗装されている。標識も目的地までの距離ではなく、目的地まで徒歩で何分かかるかで表示されている。

### 島外との交通
島には空港はなく、船でのみ渡航可能となっている。

## 観光
主産業は観光である。島の中心部にはビジター・センターがあり、観光に関する情報が得られる。

### 宿泊施設
以下のように宿泊施設は十分に整っている。
- ホテル - 6軒
- ゲストハウス - 10軒
- 自炊施設 - 18箇所
- 野営地 - 2箇所

### 移動手段
自転車を貸し出す業者が3箇所、馬車を貸し出してくれるところが2箇所あるので、それらを利用して島内を移動することができる。

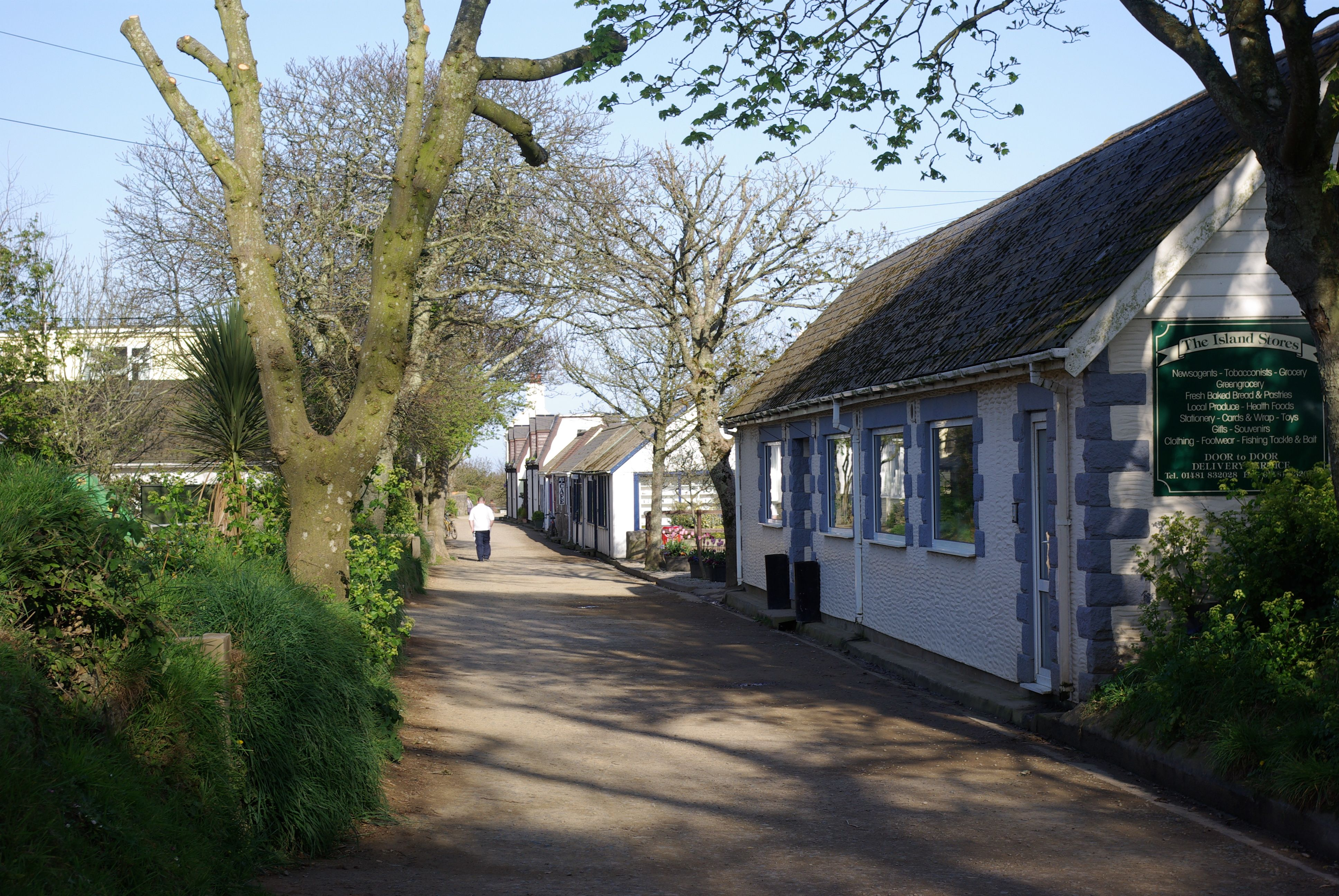
中心部の街並み（2008年4月）

## 言語
公用語は英語およびフランス語である。地方言語としてサーク語がある。

## その他
サッカーの島代表が存在する。
モーリス・ルブランの小説『三十棺桶島』の舞台であるサレク島（Sarek）は、サーク島がモデルとされている。ただし、サレク島の地理的位置はブルターニュ半島の南に設定されている。